# Yoshi's Crafted World
Yoshi's Crafted World es un videojuego de plataformas de desplazamiento lateral desarrollado por Good-Feel y publicado por Nintendo exclusivamente para la consola Nintendo Switch. El juego fue anunciado durante el E3 2017 y fue lanzado el 29 de marzo de 2019.

## Jugabilidad y sinopsis
El juego es una plataforma de desplazamiento lateral en la que los personajes 3D se mueven en un plano 2D. Sin embargo, a diferencia de la mayoría de los juegos de desplazamiento lateral, Yoshi permite que el jugador vea el juego desde dos puntos de vista opuestos, permitiendo que la cámara "dé vuelta a los lados" para ver detrás de los objetos. El punto de vista cambia cuando el jugador tiene el personaje de Yoshi pisoteando el suelo. Fuera de esta nueva mecánica, el juego se juega de forma similar a los juegos anteriores de Yoshi, donde el jugador puede usar la lengua de Yoshi para comer enemigos u otros objetos, convertirlos en huevos y arrojarlos al nivel exterior. El juego cuenta con un modo multijugador para dos jugadores, donde cada jugador maniobra su propio Yoshi a través de los niveles del juego
.

## Desarrollo y lanzamiento
El juego se anunció por primera vez en el E3 2017. Las imágenes del juego se mostraron durante el evento Nintendo Treehouse Live en el E3 2017, donde se mostraron imágenes del frente y la parte posterior de varios niveles. El metraje revelaba que el juego tenía un estilo de arte tipo recortable de cartón para los gráficos del juego, similar a la forma en que Yoshi's Woolly World se inspiraba en personajes y mundos hechos de lana y Kirby's Epic Yarn con sus temas basados en el hilo. El juego se está construyendo usando el motor de Unreal Engine 4.
El lanzamiento del juego, que inicialmente iba a producirse durante el 2018, fue postergado hasta el año 2019.